# Костринський Григорій Ісакович
Костринський Григорій Ісакович (1942) — український музикант, професор кафедри оркестрових духових та ударних інструментів Донецької державної музичної академії ім. С. С. Прокоф'єва, заслужений артист України (1981).

## Творчий доробок
Першим в Україні серед фаготистів оволодів прийомом подвійного стакато. Репертуар сольних концертів охоплює близько 120 творів від старовинних до сучасних композиторів. Працював у симфонічних оркестрах Донецька, Каїра, Єрусалима. Грав під керуванням видатних диригентів та композиторів А. Хачатуряна, Л. Колодуба, О. Тактакішвілі, К. Іванова, Н. Рахліна, О. Димитріаді, Ю. Арановича, С. Турчака, К. Аббадо, Ю. Юрманді, В. Кожухаря, А. Ель-Ріяді.